# Овсепян-Снхчян, Берсабе
Берсабе Овсепян-Снхчян (арм. Բերսաբե Հովսեփյան-Սնղչյան, перс. برسابه هوسپیان‎, англ. Bersabe Hovsepyan-Snhchyan; 1906, Чехармехаль и Бахтиария, Иран — 1999, США) — иранский педагог армянского происхождения, одна из влиятельных женщин в сфере образования иранских детей, основательница первого детского сада в Тегеране и первого детского сада в Иране с официальным сертификатом Министерства культуры. 

## Биография
Овсепян родился в 1906 году в селе юго-западной провинции Чехармехаль и Бахтиария. Её семья переехала в Тегеран, когда ей был всего год. Как и большинство армянских девочек, она ходила в школу Айказян для армянских детей. Окончила её в 1924 году.
После окончания учёбы Овсепян начала преподавать в школе, а затем отправилась в каспийский порт Энзели, чтобы в течение года преподавать в базирующейся там армянской школе. За годы работы учителем она обнаружила, что многим её коллегам-женщинам было трудно заботиться о своих детях, потому что работающим матерям негде было оставлять своих детей. Это означало, что женщины были вынуждены выбирать между работой и детьми.
Зная об этом, а также о том, что в Европе существуют детские сады для детей дошкольного возраста, Овсепян начала черпать идеи о чём-то подобном в Иране.
Несколькими годами ранее Джаббар Багчебан основал детский сад в столице провинции Тебризе, но Овсепян хотела создать подготовительную школу, которая также могла бы служить детским садом для детей младше трёх лет.
В 1930 году она вернулась в Тегеран и боролась с бюрократией за разрешение на открытие первого детского сада в Иране с официальным сертификатом Министерства культуры, которое ей удалось получить.
В 1931 году она открыла свой детский сад, который назвала «Иран». Помещение состояло из двух классов, столовой и кабинета, и его первыми клиентами были дети четырех знакомых Овсепяна матерей. Однако вскоре об этом месте услышали и другие работающие матери. В течение следующих 30 лет её детский сад превратился в большое образовательное учреждение, состоящее как из самого детского сада, так и начальной и средней школ, рассчитанных почти на 400 учеников.
Затем в 1949 году она поехала в Швейцарию, чтобы изучать детскую психологию и педагогику, получила диплом об окончании Женевского университета и оставила школу в руках своих коллег.
Её школа получила широкое признание за свои высокие стандарты и многие из её бывших учеников добились больших успехов. Но это лишь одно из достижений Овсепян: её самым большим подвигом было спасение бесчисленного количества женщин от необходимости выбирать между детьми и карьерой. Её детский сад создал детям среду, в которой они могли наслаждаться своими молодыми годами, одновременно получая современное и научно обоснованное образование.
Во взрослой жизни Берсабе Овсепян была пионером борьбы за права женщин и принимала активное участие в ряде благотворительных фондов. Она стала соучредителем "Иранской женской организации" в 1968 году. Она также получила множество наград за свой вклад в образование в Иране.
Вплоть до Исламской революции 1979 года её школа была независимым учреждением, но после революции она, как и многие другие частные школы, перешла в ведение Министерства образования.
В 1981 году она вышла на пенсию после полувека неустанной работы педагогом. Какое-то время она стала организатором гастролей, но в конце концов переехала в США. В течение нескольких лет она жила одна в Глендейле, штат Калифорния, пока не скончалась в 1999 году в возрасте 94 лет.

## Галерея

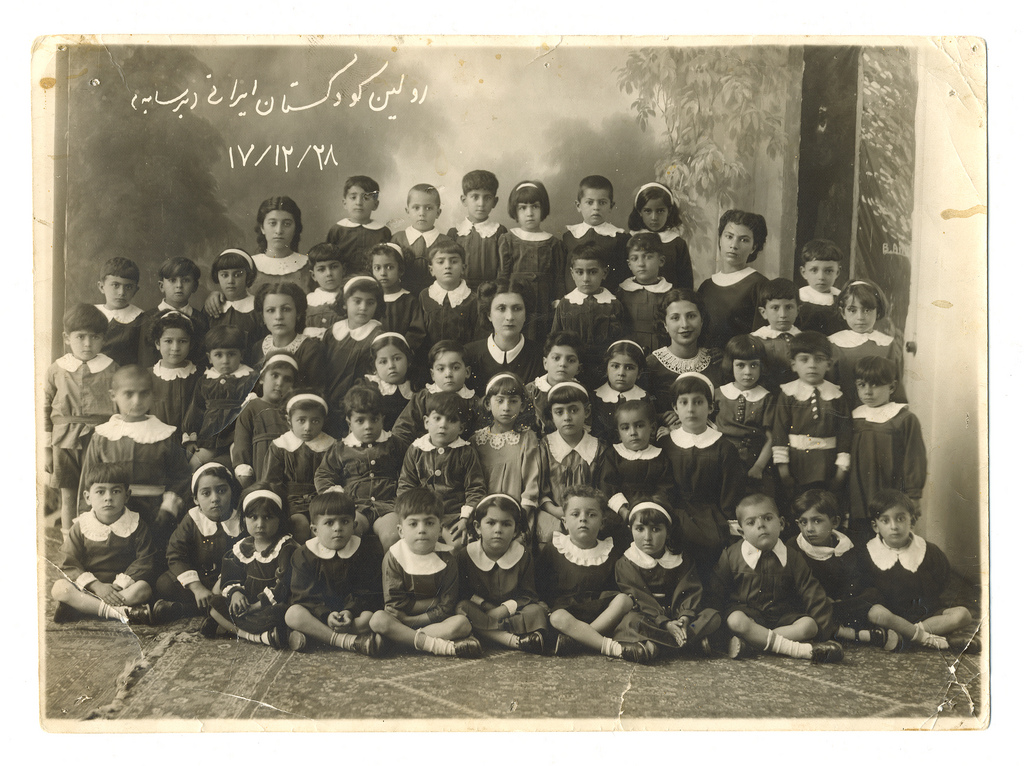
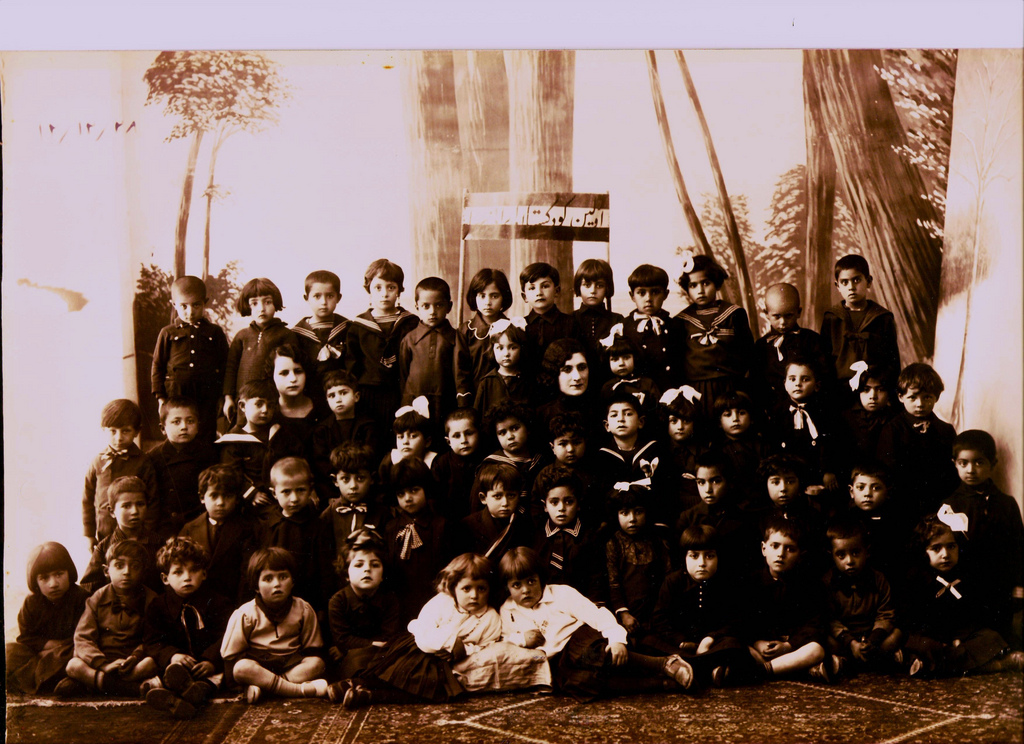